# 児童心理
『児童心理』は、1947年（昭和22年）創刊の月刊誌である。

## 概要
- 金子書房発行。創刊時は東京文理科大学内児童研究会が編集（その後、東京教育大学内児童研究会）。東京教育大学が筑波大学となった後も、教育心理学、臨床心理学等の専門家が編集委員として刊行され、現在に至っている。毎号特集が中心の誌面内容。月刊の本誌に加えて、隔月で臨時増刊を刊行する。キャッチフレーズは「子どもの心を育む教師と親のために」。
- 2015年3月号で1000号となった[1]。